# Sonneborn
Sonneborn este o comună din landul Turingia, Germania.

## Geografie
Sonneborn liegt am Beginn des unteren Nesselaufs. Auf der anderen, nördlichen Flussseite liegt Brüheim. Weitere naheliegende Orte sind Metebach im Süden, Eberstädt im Osten und Friedrichswerth im Westen. Am Ostrand der Ortslage strebt der Arzbach der Nesse zu, im Westen tut dies der Gliemenbach, der gegenüber der Riedmühle in die Nesse mündet.
1. ↑  Alle politisch selbständigen Gemeinden mit ausgewählten Merkmalen am 31.12.2018 (4. Quartal) (în germană), Statistisches Bundesamt[*], arhivat din original la 10 martie 2019, accesat în 10 martie 2019